# Halecia onorei
Halecia onorei es una especie de escarabajo del género Halecia, familia Buprestidae. Fue descrita científicamente por Cobos en 1990.